# يوليا سافيتشيفا
يوليا سافيتشيفا (بالروسية: Ю́лия Са́вичева) (و. 1987  م) هي مغنية، وممثلة روسية، ولدت في كورغان، شاركت في مسابقة الأغنية الأوروبية 2004، وفابريكا زفيوزد.

## وصلات خارجية
- يوليا سافيتشيفا على موقع IMDb (الإنجليزية)
- يوليا سافيتشيفا على موقع ميوزك برينز (الإنجليزية)
- يوليا سافيتشيفا على موقع ديسكوغز (الإنجليزية)
- يوليا سافيتشيفا على موقع قاعدة بيانات الفيلم (الإنجليزية)
- يوليا سافيتشيفا على موقع كينوبويسك (الروسية)